# Club Escacs Vulcà
El Club Escacs Vulcà fou una entitat esportiva de Barcelona. Fundat l'any 1950, s'instal·là al bar Vulcano del barri de Gràcia de Barcelona.
Fou un dels clubs amb més títols de tot l'Estat Espanyol. Guanyà el Campionat de Catalunya en onze ocasions (1978, 1979, 1981, 1983, 1984, 1985, 1988, 1990-93) i el d'Espanya en nou (1980-84, 1986, 1987, 1989, 1995). El 1998, quan necessità un local propi, decidí emprendre la fusió amb el Club Escacs Barcelona, que va tenir lloc un any després, per crear el Club Escacs Barcelona-Vulcà esdevenint un dels clubs més potents de Catalunya.